# 劉學銘
劉學銘（英語：Lau Hok Ming，1995年10月19日—），生於香港，香港足球運動員，司職中堅或防守中場，他擁有華人球員中少有的身高優勢，近一米九身高，曾遠赴英超球會阿士東維拉和西甲球會巴塞隆拿的訓練基地參加選拔。

## 球會生涯
劉學銘生於香港，從小學開始接觸足球，直至中學階段更有機會參加不同的區隊，他在2013年畢業於循道衞理聯合教會李惠利中學中六年級，於2011年5月在英超球會阿士東維拉，在香港舉辦的青年球員選拔中，脫穎而出，並在8月到英國隨阿士東維拉預備組訓練，其後再在2012年6月1日憑出色表現，在前中國國腳孫繼海手中取得NIKE選拔賽獎盃，並遠赴西甲球會巴塞隆拿學法。2012年7月，劉學銘加盟香港甲組足球聯賽球會橫濱FC香港（後改稱：YFC澳滌）惟上陣的機會不多，直至2014年11月26日的聯賽盃分組賽在九龍灣公園迎戰天行元朗，首次正選上陣的劉學銘於76分鐘，就取得職業生涯的首個入球，最終球隊以1–2落敗，
在2015年7月，劉學銘轉投以年輕球員組成的夢想駿其，於2015年9月27日主場以3–2擊敗元朗的聯賽，取得加盟後的首個入球。劉學銘在2016年6月12日加盟香港超級聯賽球會冠忠南區，穩佔球隊正選位置之餘，更被教練鄭兆聰推前成為防守中場，表現獲得高度評價，首季上陣26場取得兩個入球，於2017年2月11日作客理文流浪的菁英盃8強，於82分鐘取得加盟後的首個入球，兼且扳平將比賽帶入加時，最終協助球會以4–2淘汰對手。
劉學銘於2019年夏天轉投東方龍獅，在和富大埔前主教練李志堅接掌並攜同多名舊部加盟，東方陣容一度多達30人下，劉學銘以借將身分轉投理文。2019年9月15日香港超級聯賽主場迎戰冠忠南區的比賽中首次上陣。
2020/21球季，東方龍獅將他外借至天水圍飛馬。
2021/22球季，東方龍獅將他外借至標準流浪。
2022/23球季，劉學銘宣佈重返冠忠南區。季尾宣佈留隊機會不大，要視乎未來計劃如何。

## 國際賽生涯
在2015年3月，劉學銘入選香港U22參與在高雄舉行的亞洲22歲以下錦標賽外圍賽，不過年紀較小的他上陣時間不多，而且大都是在球隊處下風時，客串中鋒爭得入球，然而最終香港3戰全敗，當中不敵中華台北更令球隊備受外界批評。
隨後劉學銘在第38屆省港盃首度入圍大港腳，他於2016年7月15日擔任香港U21的隊長，領軍岀戰在新加坡舉行的新加坡四國賽，最終大敗而回，他再在2017年7月入選香港U22代表隊，以隊長身份參與在朝鮮舉行的亞洲23歲以下錦標賽外圍賽，最終他在對中華台北的最後一場分組賽，取得首個入球，協助香港以1勝2和不敗的成績完成賽事，但未能成為五隊最佳次名之一，無緣晉身決賽周。
在2017年12月，劉學銘繼續獲香港隊徵召出戰第40屆省港盃，並於兩回合都後備入替，結果香港兩回合合計以2–2賽和廣東，最終在互射12碼以4–2擊敗廣東，重奪失落五年的省港盃冠軍。

## 家庭生活
劉學銘與其哥哥劉家銘同為香港足球運動員，哥哥也曾效力於香港超級聯賽球隊冠忠南區。

## 榮譽
冠忠南區
- 香港菁英盃冠軍（2022–23季度）

香港代表隊
- 港澳埠際賽冠軍（2016、2017年）
- 省港盃冠軍（2018年）

## 外部連結
- 香港足球總會網頁球員註冊資料 （页面存档备份，存于）